# Иватаны

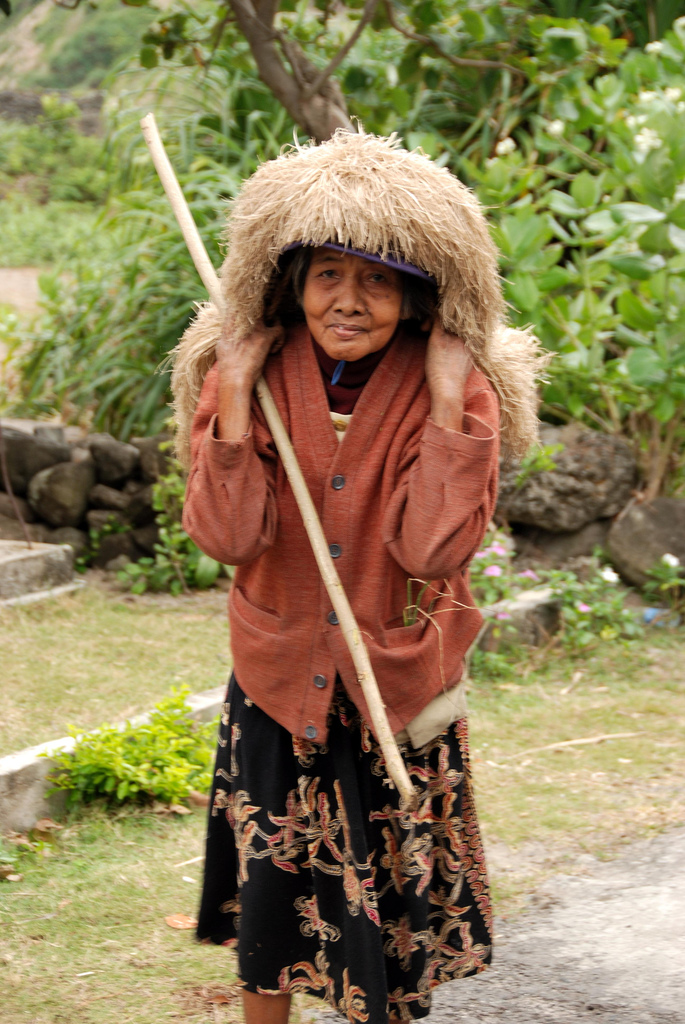
Представительница народа иватан. Провинция Батанес, 2007 год

Иватаны — этнолингвистическая группа на Филиппинах в составе филиппинских горных народов. Самоназвание — батаны. Населяют островные группы Батан и Бабуян. Общая численность — 16 тыс. чел.

## Этнический состав и языки
Этнически иватаны неоднородны, среди них выделяются две группы — собственно иватаны и итбаяты. Язык иватан имеет диалекты: батан (северо-иватанский), итбаят и сабтан (южно-иватанский). Кроме того, они пользуются тагальским и английским языками.

## Хозяйство и культура
По культуре иватаны имеют много общего с народами равнин и морского побережья острова Лусон. Они занимаются ирригационным заливным и суходольным рисоводством. Кроме риса выращивают корнеплоды, кукурузу, овощи, сахарный тростник, разводят домашних животных и занимаются рыболовством. Из ремесел у них развиты ткачество, гончарство, плетение из растительных волокон, строительство лодок, изготовление рыболовных снастей.
Поселки иватанов компактные, жилища приспособлены к частым тайфунам. Дома строятся из камня, крыша черепичная, но есть и тростниковые хижины, крытые соломой или травой.
Одежда проста: у мужчин — рубаха и штаны, у женщин — кофта и длинная юбка. Оба пола носят соломенные конусообразные шляпы. Женщины носят много украшений.
Пища преимущественно растительная: рис, бататы, овощи, рыба.
Иватаны католики, но сохраняют и традиционные верования в духов предков (анито), аграрные культы и другие обряды. Богат фольклор.
В области социальных отношений много общего с филиппинцами в целом. Доминирующая общественная ячейка — киндред. Брак неолокальный или билокальный (см. Локальность). Счет родства — билатеральный[уточнить].